# Chad di Mercia
San Chad (o Ceadda) di Mercia (... – Lichfield, 2 marzo 672) è stato un abate e vescovo britannico.

## Biografia
Divenne abate di diversi monasteri, vescovo di Northumbria e di Lindsey. È considerato santo dalla Chiesa anglicana e dalla Chiesa cattolica, ed è festeggiato il 2 marzo.

## Genealogia episcopale
La genealogia episcopale è:
- Vescovo Wine
- Vescovo Chad di Mercia